# Stražilovska (Novi Sad)
Stražilovska (srbsky Стражиловска) je ulice v hlavním městě autonomní oblasti Vojvodina, Novi Sad. Nachází se jižně od jeho centra. Spojuje Bulvár Mihajla Pupina s univerzitním kampusem Univerzity v Novém Sadu. Je dlouhá cca 470 m a vede severo-jižním směrem. Pojmenována je podle výletního místa Stražilovo, které se nachází nedaleko obce Sremski Karlovci v pohoří Fruška gora.

## Historie
Ulice vznikla ve 20. století kdy byl vysušen močál při břehu Dunaje a rozparcelována původně podmáčená půda. Během maďarské okupace Vojvodiny za druhé světové války byla pojmenována podle Istvána Werbőczyho. Svůj současný název získala po válce. Na jižní straně nejprve přiléhala k železniční trati, která byla v 60. letech 20. století odstraněna. 
V 21. století zde byl realizován Palác spravedlnosti (srbsky Palata pravde)

## Doprava
Jedná se o rušnou městskou ulici, vedeno je zde několik linek autobusů. Provoz je v jednom jízdním pruhu v každém směru.

## Významné objekty
- Restituční agentura (srbsky Agencija za restituciju)
- hudební škola Josipa Slavenského